# Poa laetevirens
Poa laetevirens là một loài cỏ trong họ hòa thảo, thuộc chi poa.